# Terra Botánica en Angers
El Parque Terra Botánica en Angers (en francés: Terra Botanica Parc à Angers) es un parque temático y jardín botánico de 11 hectáreas de extensión de propiedad privada, que se encuentra en las cercanías de Angers, Francia.

## Localización
Terra Botanica Parc Route de Cantenay Épinard 49001 Angers, Maine-et-Loire, Pays de la Loire, France-Francia.
Planos y vistas satelitales.47°29′54″N 0°33′56″O / 47.49833, -0.56556
Se visita pagando una tarifa de entrada.

## Historia
El "Terra Botanica à Angers, France", es uno de los últimos parques temáticos abiertos en Francia.
Abierto en abril del 2009 con el propósito de explorar y explicar el mundo de las plantas.

## Colecciones
Terra Botanica está dividido en cuatro diferentes secciones aunque actualmente está en proceso de desarrollo y progresivamente se irán añadiendo nuevas secciones, así:
- Sección descubrimientos, nos ofrece las plantas que nuestros antepasados buscaron por sus características medicinales y rareza. En este lugar también se muestra una película sobre la travesía atlántica del siglo XVIII a Venezuela del naturalista y explorador, Alexander von Humboldt.

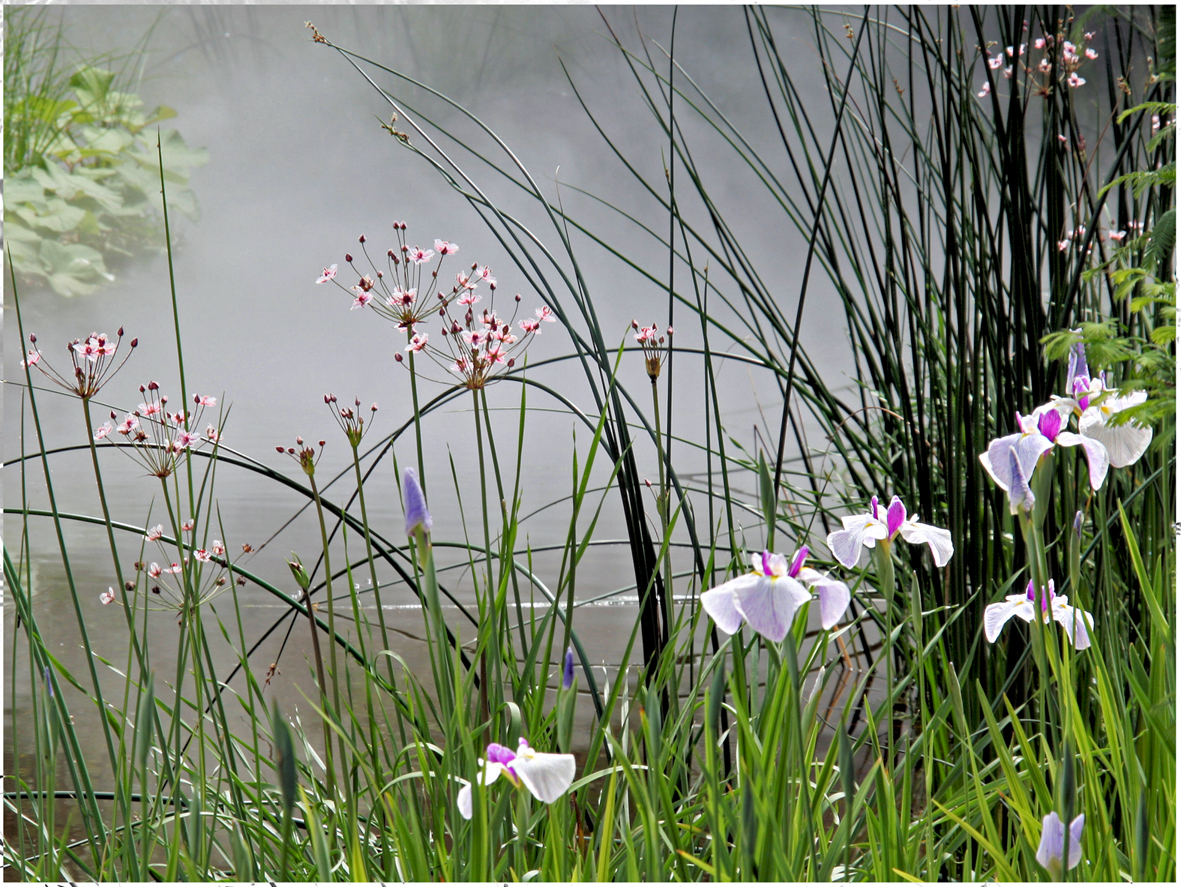
Plantas junto al canal

- Sección plantas misteriosas, nos muestran una película 3D de un hipotético viaje al centro de la planta que sigue el recorrido de una gota de agua a través del árbol, en un asiento con movimientos incorporados que refleja el viaje.
- Sección de invernaderos que gotean con extrañas plantas envueltas en vapor en su interior;
- Sección de vegetales generosos, con senderos donde se practica una caminata sobre puentes donde se nos muestran las diferencias entre los campos de arroz cultivados y los paisajes inalterados por el hombre, un jardín vegetal y plantas raras de los que no se encuentran en un jardín normal.